# آسادور اچه‌باری
آسادور اِچه‌باری (باسکی: Asador Etxebarri) یک رستوران اسپانیایی است که در استان بیسکای واقع در سرزمین باسک واقع شده و بر آشپزی اسپانیایی متمرکز است. این رستوران دو مرتبه در سال‌های ۲۰۱۹ و ۲۰۲۱ به‌عنوان سومین رستوران برتر جهان انتخاب شد و در سال ۲۰۲۳ نیز به رتبهٔ چهارم دست یافت. این رستوران همچنین در فهرست «۱۰۱ رستوران برتر استیک جهان» در رتبهٔ سوم قرار رفت. شراب‌های این رستوران را یک متخصص شراب به‌نام «محمد» انتخاب می‌کند که پیش‌تر در رستوران موگاریتس شراب‌دار بود. همه چیز در این رستوران بر روی آتش پخته می‌شود و حتی دسرهایش هم طعم و بوی آتش دارد.